# Uhrovské Podhradie
Uhrovské Podhradie é um município da Eslováquia, situado no distrito de Bánovce nad Bebravou, na região de Trenčín. Tem 12,52 km² de área e sua população em 2018 foi estimada em 34 habitantes.

## Demografia
| Ano:        | 1994 | 2004    | 2014    | 2024  |
| ----------- | ---- | ------- | ------- | ----- |
| Broj ljudi: | 66   | 46      | 40      | 43    |
| Razlika:    |      | -30,30% | -13,04% | +7,5% |

| Ano:               | 2023 | 2024   |
| ------------------ | ---- | ------ |
| Número de pessoas: | 42   | 43     |
| Diferença:         |      | +2,38% |